# WWE Clash at the Castle
WWE Clash at the Castle je britská wrestlingová akce produkovaná americkou společností WWE. Vysílá se živě a lze ji sledovat prostřednictvím pay-per-view (PPV) a livestreamových platforem WWE. V show zápasí wresleři z rosterů Raw a SmackDown. Vůbec poprvé se akce konala v září 2022 v Cardiffu ve Walesu. Po téměř dvou letech se akce opět vrací, uskuteční se v červnu 2024 ve skotském Glasgow.

The Brawling Brutes během show v roce 2022

## Události
| Událost                       | Datum           | Město   | Místo konání       |
| ----------------------------- | --------------- | ------- | ------------------ |
| Clash at the Castle (2022)    | 3. září 2022    | Cardiff | Millennium Stadium |
| Clash at the Castle: Scotland | 15. června 2024 | Glasgow | OVO Hydro          |